# 上杉翔
上杉 翔（うえすぎ しょう、1990年2月9日 - ）は、福島県会津若松市出身のバスケットボール選手・指導者である。ポジションはフォワード。身長190cm、体重90kg。

## 経歴
会津若松市立第二中学校1年の時、バスケットボールを始めた。福島県立坂下高等学校に進学、高校時代は国民体育大会に福島県選抜の先発選手として出場した。拓殖大学に入学し、拓殖大学オレンジクラッシャーズでプレーした。大学4年時のインカレでは優秀選手賞を獲得した。
大学卒業後、2012年にNBDLのTGI D-RISEに入団した。2013-14シーズンはNBLのリンク栃木ブレックスで2試合、D-RISEで30試合に出場した。
2014年8月、NBLのレバンガ北海道に移籍、2014-15シーズンは6試合に出場した。
2015年6月、bjリーグの信州ブレイブウォリアーズに移籍。Bリーグ発足後も2018-19シーズンまで信州に所属した。
2019-20シーズンからパスラボ山形ワイヴァンズでプレーし、2020-21シーズン終了後に現役を引退した。
2021-22シーズンは香川ファイブアローズのアシスタントコーチに就任。
2023-24シーズンはレバンガ北海道のアシスタントコーチに就任。
2024年オフ退任。